# Béduer
Béduer ist eine französische Gemeinde im Département Lot in der Region Okzitanien (zuvor Midi-Pyrénées).
Die 732 Einwohner (Stand 1. Januar 2022) zählende Gemeinde liegt am Fernwanderweg GR 65, welcher weitgehend dem historischen Verlauf des französischen Jakobsweges Via Podiensis folgt.

## Geografie
Béduer liegt am südwestlichen Rand des Zentralmassivs, zwischen dem Lot-Tal und dem Tal des Célé, circa acht Kilometer westlich von Figeac. Nach Figeac führt die Straßenverbindung D19, D662. Außerdem führt die D21 als Verbindungsstraße zwischen den Tälern des Lot und des Célé durch den Ort. Die nächsten französischen Großstädte sind Lyon (262 km) im Nordosten, Toulouse (116 km) im Südwesten, Bordeaux (203 km) im Westen und Montpellier (188 km) im Südosten.

## Geschichte
Aus gallo-römischer Zeit wurden Siedlungsspuren gefunden. Im Mittelalter gab es auf dem heutigen Gebiet von Béduer zwei Gemeinden: Saint-Etienne und Saint-Pierre. 1761 entstand die Gemeinde Béduer mit der Pfarrkirche Saint Pierre als Mittelpunkt. Das Gebiet befand sich vom 10. bis 16. Jahrhundert im Besitz der Familien Barasc und Narbonne, während im 16. und 17. Jahrhundert die aus dem Département Corrèze stammende Familie Lostanges die Macht ausübte. Aus den Zeiten des Feudalismus blieb in Béduer die imposante Burg mit einem Turm von 60 Metern Höhe. Dieser wurde während der Französischen Revolution teilweise zerstört. Dieser Burg verdankt Béduer, dass es während des Hundertjährigen Krieges weniger in Mitleidenschaft gezogen wurde als andere Dörfer der Region. Im 19. Jahrhundert erlebt Béduer eine Blütezeit und die Zahl der Bewohner dieser landwirtschaftlich geprägte Region steigt Mitte des Jahrhunderts auf 1500. Die in der zweiten Hälfte des 19. Jahrhunderts einsetzende Landflucht, gepaart mit dem massiven Auftreten der Reblaus und schließlich der Erste Weltkrieg führen zum Exodus eines großen Teils der Bevölkerung.

### Bevölkerungsentwicklung
| Jahr      | 1793 | 1836 | 1846 | 1872 | 1901 | 1936 | 1962 | 1982 | 1990 | 1999 | 2018 |
| Einwohner | 1159 | 1446 | 1511 | 1141 | 832  | 510  | 419  | 429  | 569  | 623  | 709  |

## Sehenswürdigkeiten
- Schloss Béduer
- Kirche Saint-Étienne

- Burg Barasc aus dem 12. Jahrhundert
- Hôpital de Sainte-Néboule aus dem 13. Jahrhundert, betrieben durch den Johanniterorden

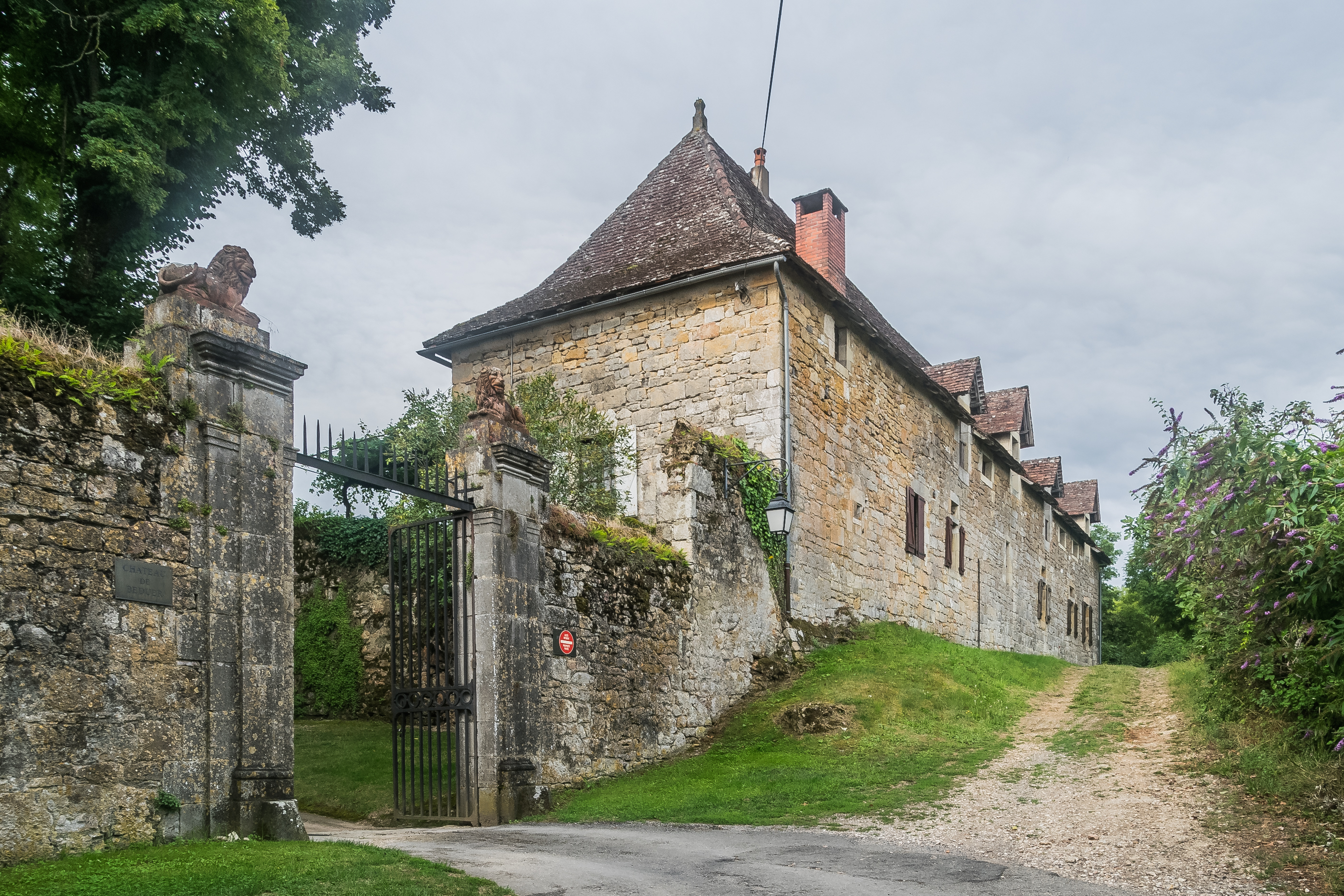
Schloss Béduer
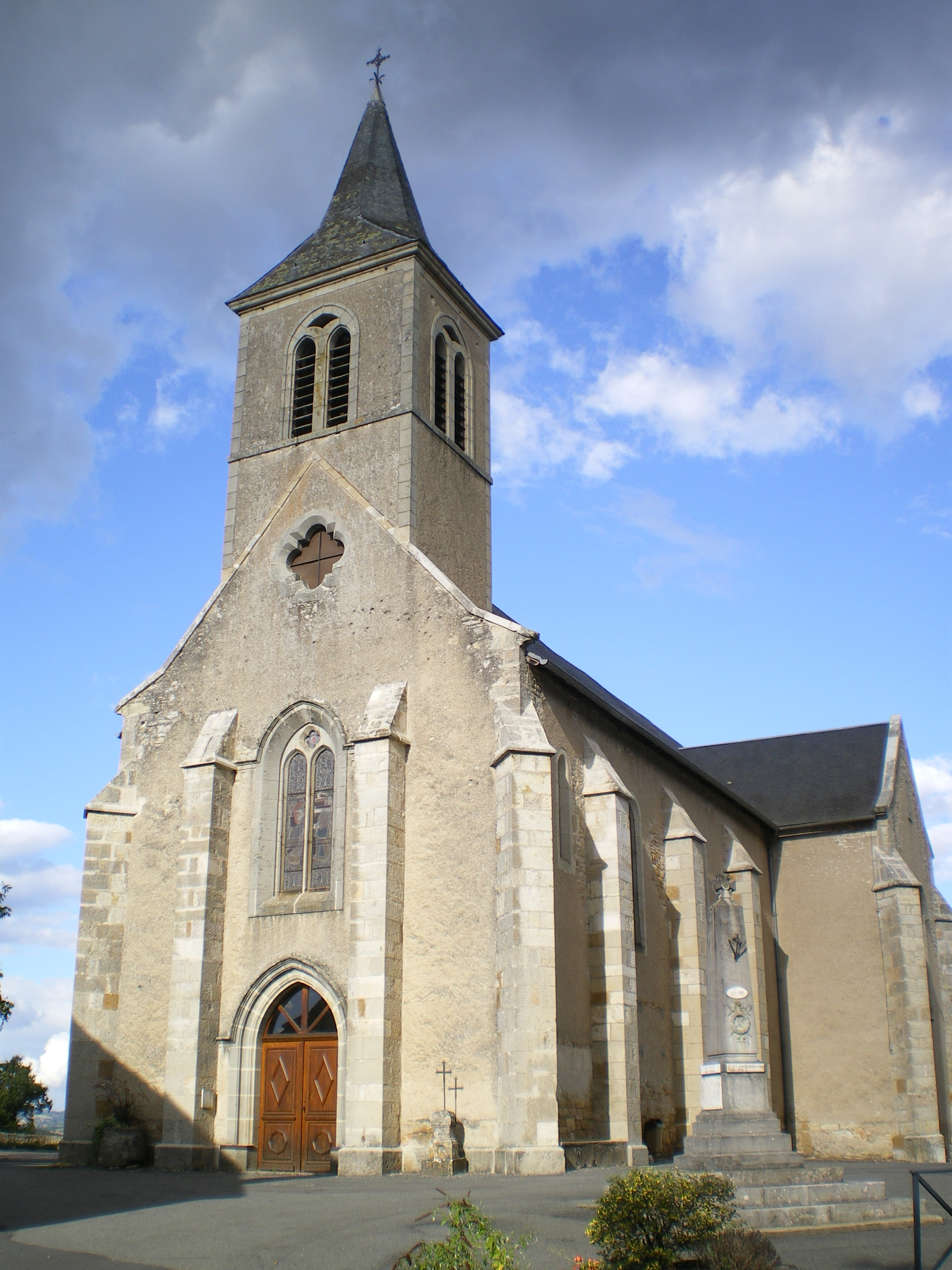
Kirche Saint-Étienne

Im Gebiet von Béduer finden sich zwölf zum Teil gut erhaltene Dolmen:

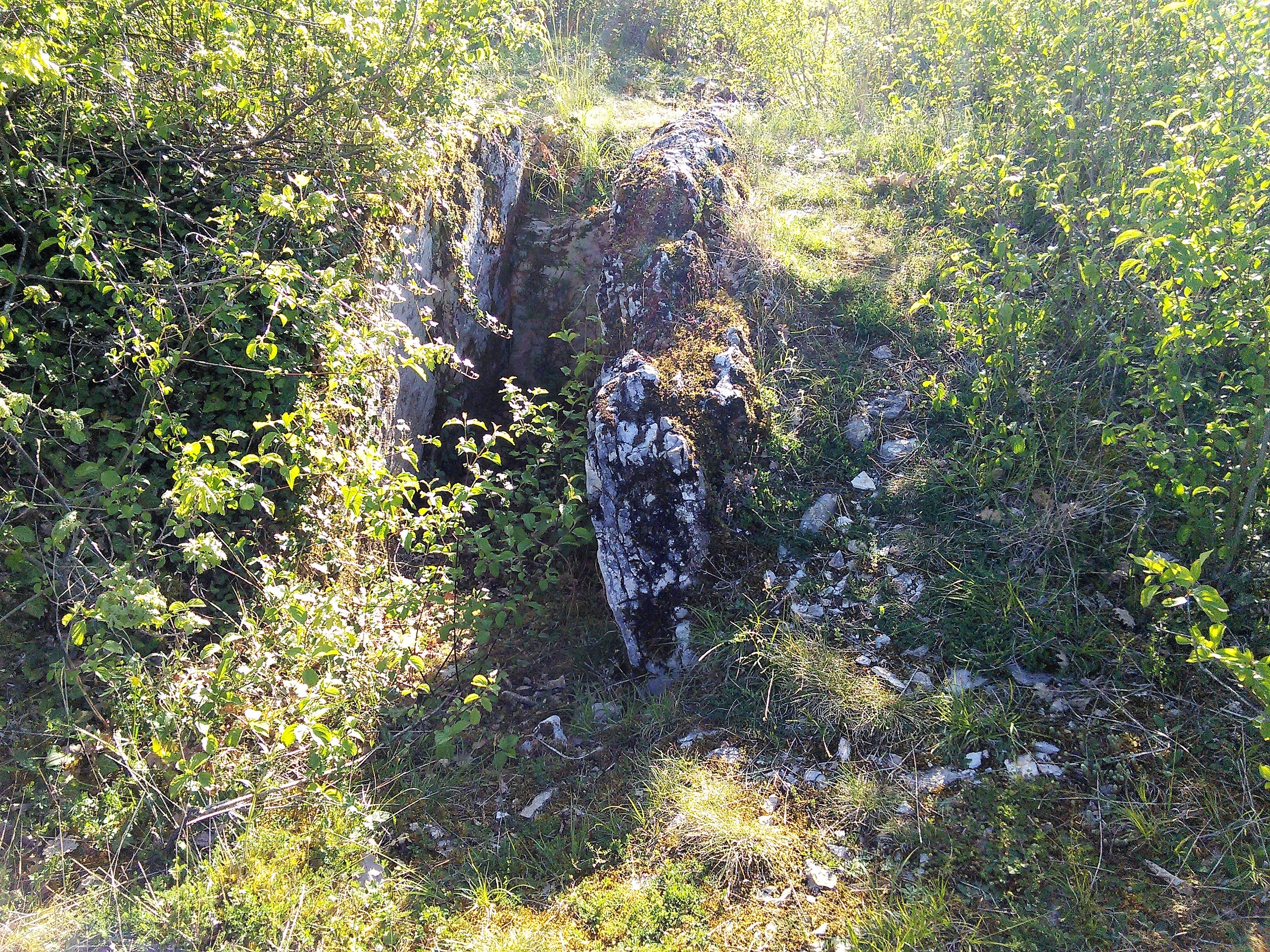
Dolmen de Combes-Salgue
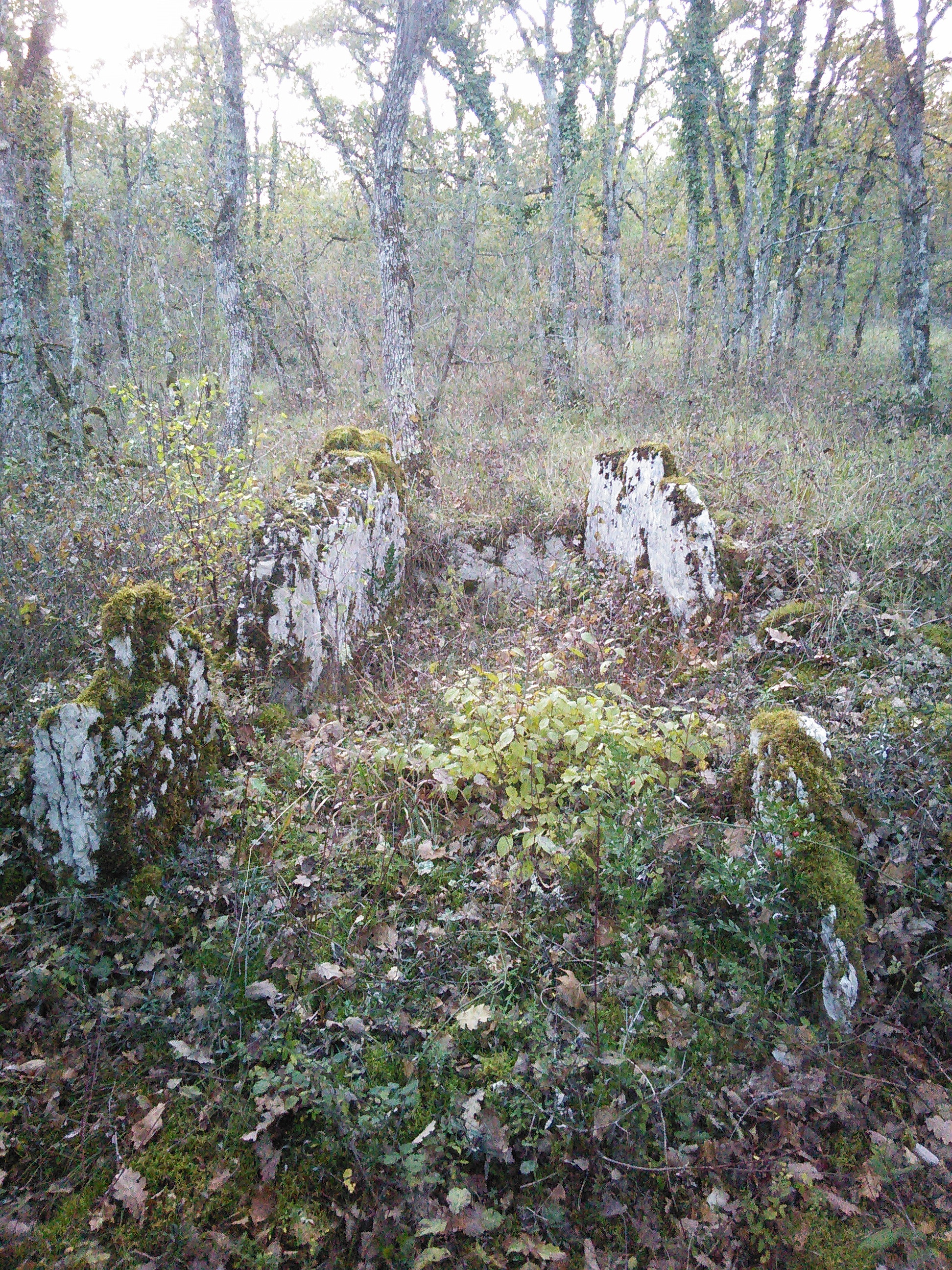
Dolmen de Leï Barto
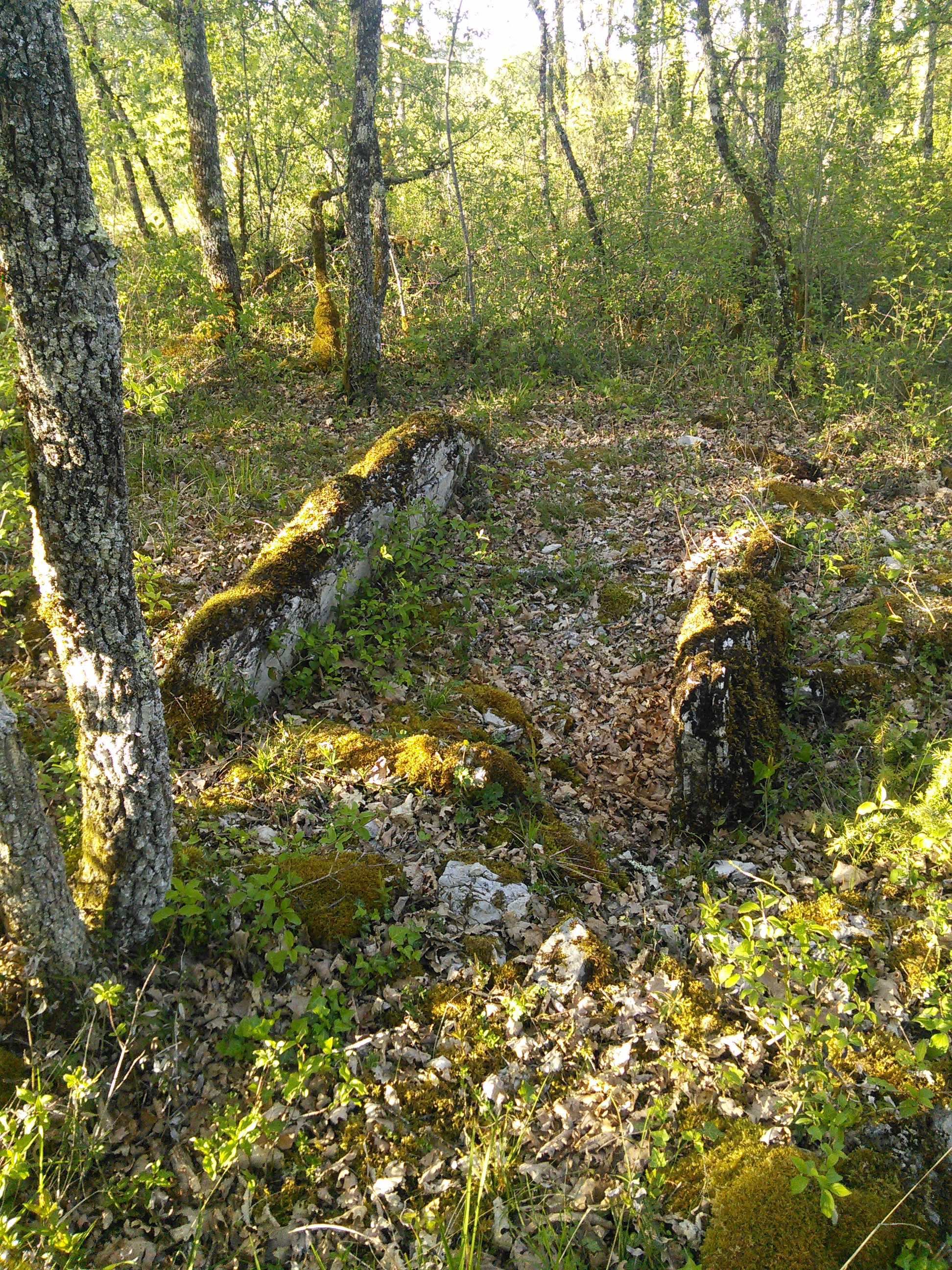
Dolmens des Justices
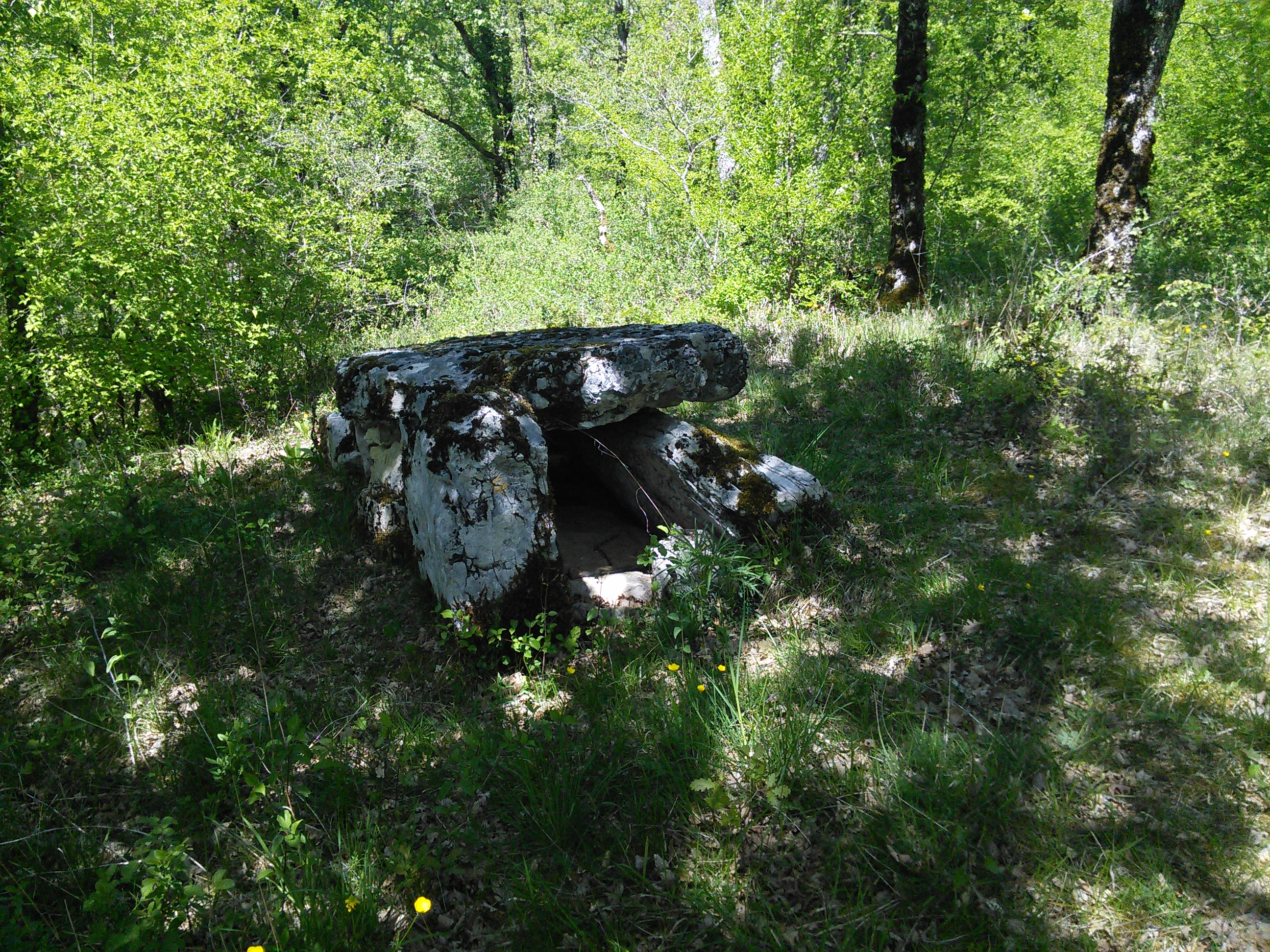
Dolmen des Garrigues
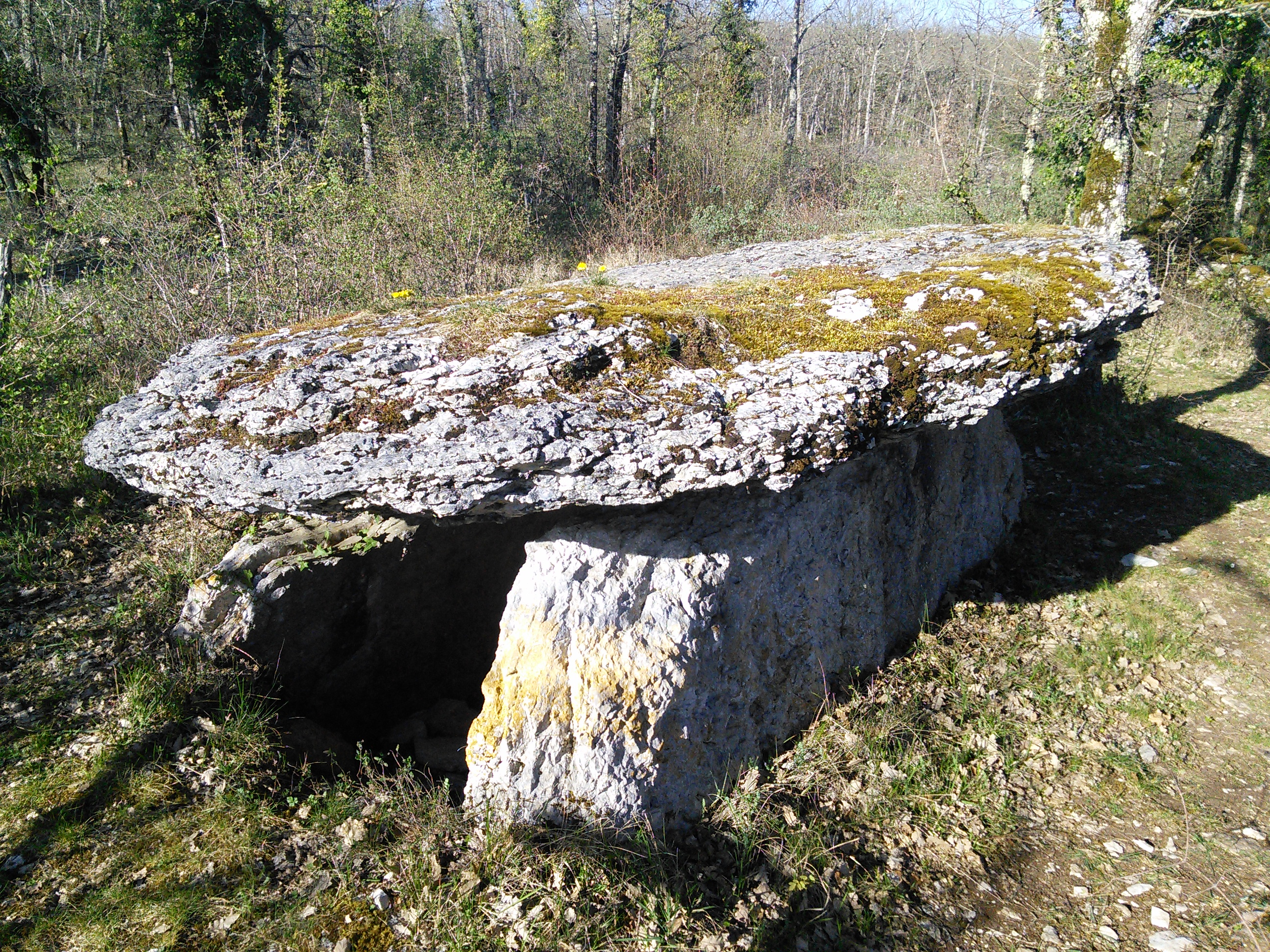
Dolmen Martignes